# Pelourinho de Trofa
O Pelourinho de Trofa localiza-se na Trofa, na atual freguesia de Trofa, Segadães e Lamas do Vouga, no município de Águeda, distrito de Aveiro, em Portugal.
Encontra-se classificado como Imóvel de Interesse Público desde 1933.

## Características
Trata-se de monumento quinhentista, em granito, formatado por uma base quadrada sobre a qual se ergue uma coluna de secção octogonal rematada por um capitel e um paralelepípedo, com uma rosácea e o escudo nacional insculturados.